# ヴーク・カラジッチ

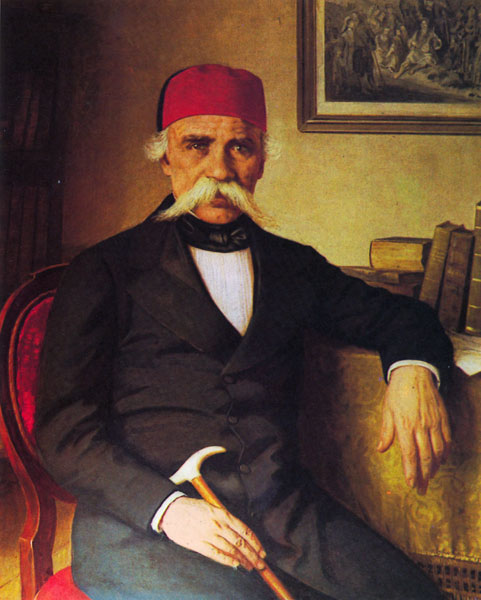
ヴーク・カラジッチの肖像（1850-60年頃）

ヴーク・ステファノヴィチ・カラジッチ（セルビア語: Вук Стефановић Караџић; ラテン文字表記:Vuk Stefanović Karadžić, 1787年11月6日 - 1864年2月7日）は、セルビアの言語学者、文献学者、民俗学者。民衆語をもとにセルビア語、セルビア・クロアチア語の標準文章語を確立した言語改革者である。
セルビアで発行されている10ディナール紙幣に肖像が使用されている。

## 生涯

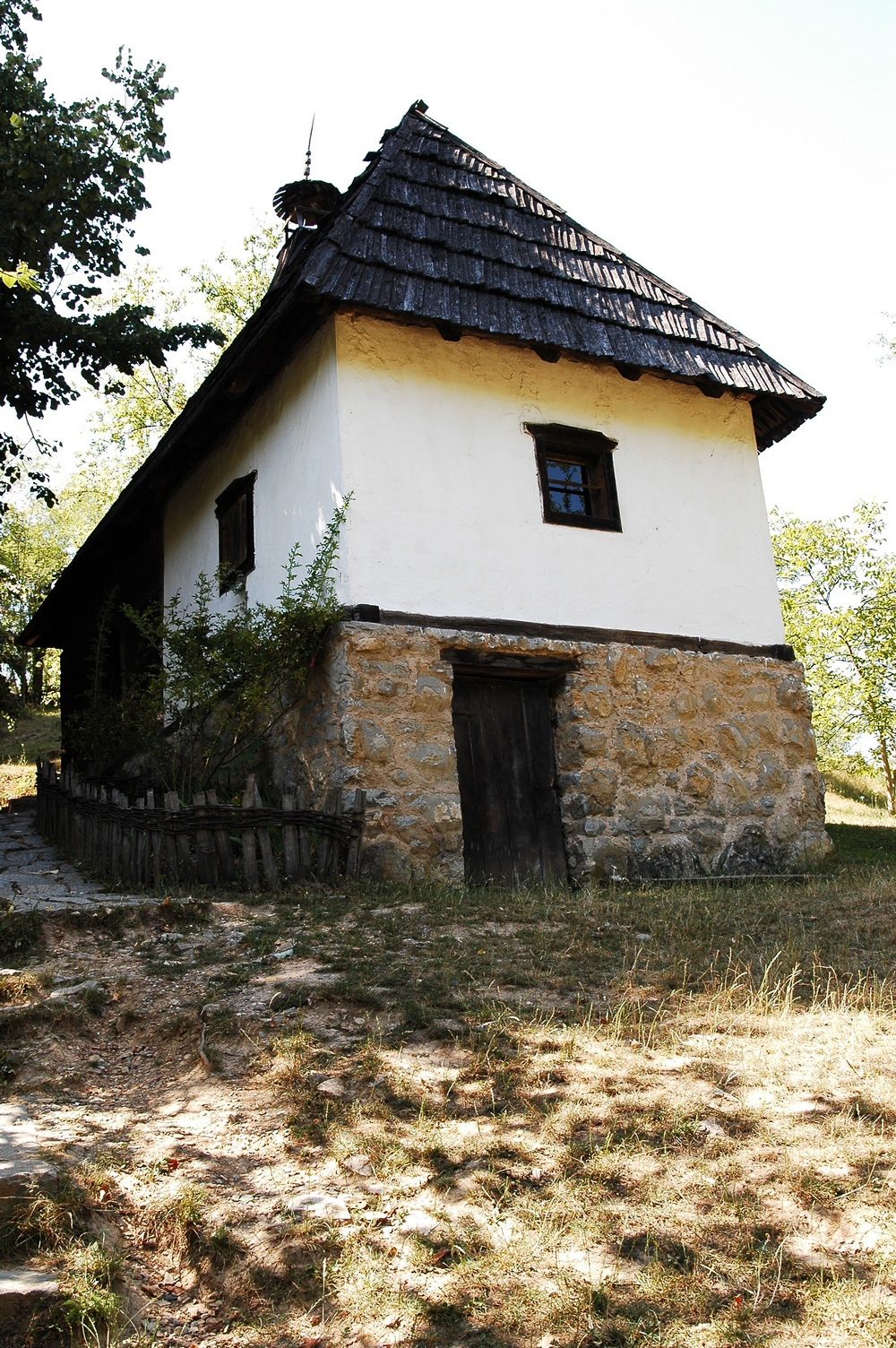
トゥルシッチにあるカラジッチの生家

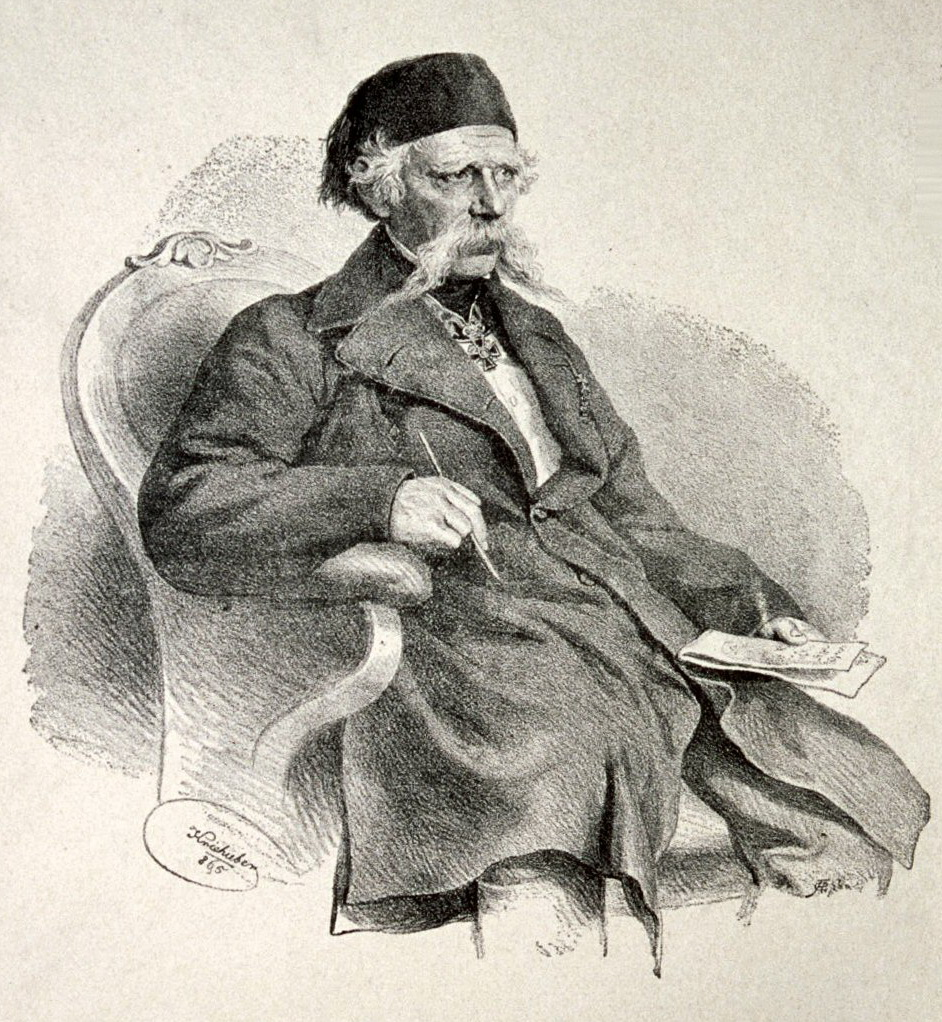
ヨーゼフ・クリーフーバーによる肖像（1865年）

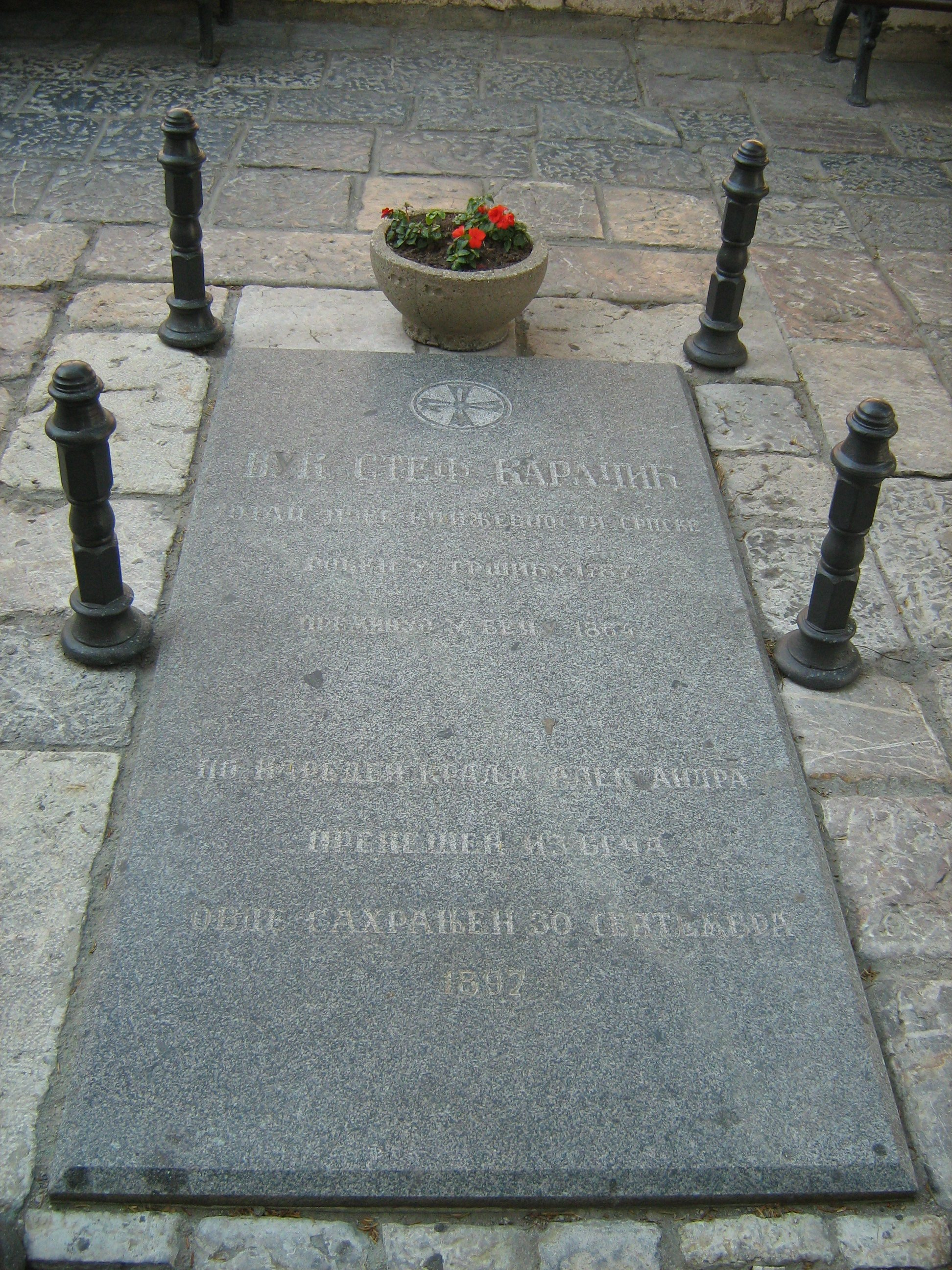
カラジッチの墓

オスマン帝国の支配下にあったセルビア辺境の寒村、トゥルシッチ（現ロズニツァ）にセルビア人として生まれる。正規の教育を受けられず、独学で教養を身に付ける。1804年の第一次セルビア蜂起では、読み書きができたことからセルビア側の指導者陣営に属した。1808年、ドシテイ・オブラードヴィチが開講したベオグラードの大学にて聴講を受けるが、持病のリウマチが悪化して中断。以後、左足が不自由になる。
1813年にセルビアがトルコに再征服されると、政情不安定な故国を離れウィーンへ脱出。こののち幾度か帰国するが、ウィーンで結婚し、生涯の大半をこの地で過ごすことになる。この年、ウィーンで発行されていた新聞にセルビアの滅亡についての論文を寄稿したところ、オーストリアの国家検閲官であったイェルネイ・コピタルにスラヴ文化の指導者としての才覚を見いだされ、セルビアの言語と民謡の研究を勧められる。その後のカラジッチの業績は、コピタルに課された研究課題を遂行した結果と言うことも可能である。このほか、ヤーコプ・グリム、ゲーテ、レオポルト・フォン・ランケらの知遇を得て学者として大成した。
1814年に『セルビア語文法』を著し、口語に基づく平易な記述法を発表。同年の『スラヴ・セルビア民衆詩歌集』、翌年の『セルビア民衆詩歌集』では、セルビアの率直で素朴な民衆詩の美しさを紹介した。1815年には文芸評論を手掛けるようになるとともに、文学に民衆的言語を導入する運動を始める。1818年に『セルビア語辞典』を刊行。ラテン語とドイツ語の対訳で、これは初のセルビア語の辞書である。先の『セルビア語文法』と合わせて、セルビア語の文法を確立、口語に基づく文語改革（言文一致）を進め、のちのセルビア・クロアチア語の標準文章語の基礎となった。この辞典の付録「セルビア語文法」はヤーコプ・グリムによってドイツ語訳され、1824年に刊行された。
1821年から1833年にかけ『セルビア民話』『セルビア民衆詩歌(1-4)』を刊行。1826年からはセルビア初の学術年鑑「ダニツァ（明星）」を手掛ける。以後もセルビアの民俗、民謡について多くの著作を発表した。1847年にナポレオン法典と新約聖書を翻訳。しかし後者は既存の教会スラヴ語訳に抵抗すべく口語で訳されたものであり、セルビア正教会によって禁止された。
1850年にウィーンでクロアチアのイヴァン・マジュラニッチらとウィーン文語協定を締結。これによりセルビア人とクロアチア人は同一の文語を持つこととなった。
1852年には『セルビア語辞典』第2版を発行。大幅な増訂により4万7000を超える語彙数となり、精緻なアクセント表示が付された。またセルビア特有の語彙には詳細な解説が加えられ、辞書としてのみならず民俗生活の事典としても有用な著書となった。
1864年、ウィーンにて没した。

## セルビア語改革の業績

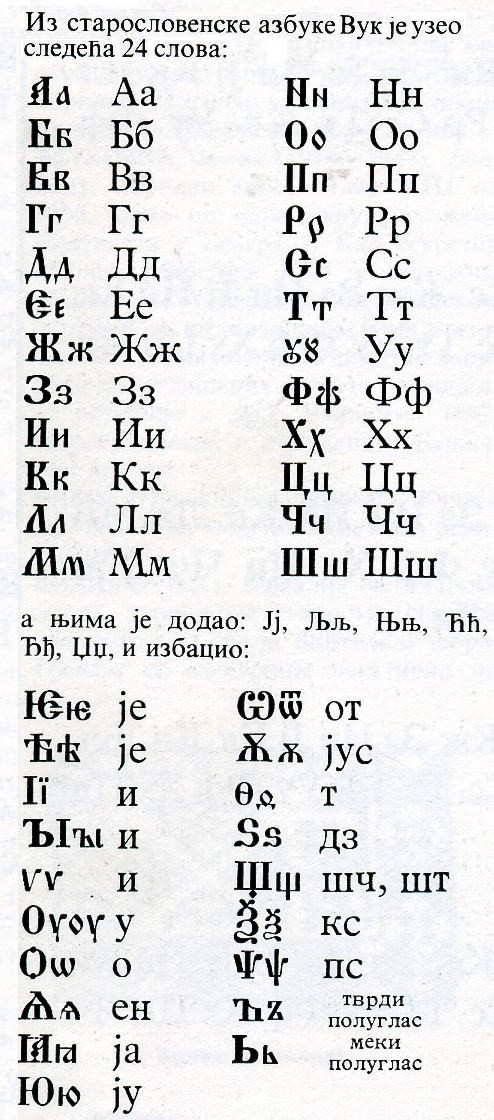
カラジッチが定めたセルビア語アルファベット

セルビア語の文章語は、18世紀にロシア正教による教会スラヴ語から著しい影響を受けていた。カラジッチは「話すとおりに書き、書いたとおりに話す」を大原則に掲げ、セルビアの口語（主にシュト方言）に基づいて不自然なキリル・アルファベット18文字を除き、6つの新しい文字（ј љ њ ћ ђ џ）を作成した。当初は教会上層部や保守派知識人からの反対を受けたが、1847年の口語訳の新約聖書出版を機に情勢は改革派に傾く。これによりセルビア語の「一音一字」「言文一致」に基づく正書法が確立した。クロアチア側でもリュウデヴィド・ガイによる文語改革が進められ、クロアチア語のラテン・アルファベットが確定した（ガイ式ラテン・アルファベット）。この文字はカラジッチの提唱したキリル・アルファベット30文字と1対1で対応している。これらの功績が呼応し合って後のセルビア・クロアチア語統一に至る道筋となり、後世に大きな影響を与えた。
なお、文化的側面の異なるセルビアやクロアチア、ボスニアに統一言語が受け入れられたのは、南スラヴ人による国家建設を目指す当時の社会情勢に合致したという側面もある。

## 主な著作
言語学に関する著作

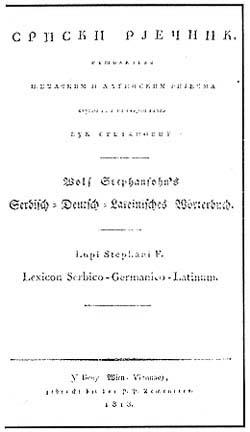
『セルビア語辞典』(1818)

- 『セルビア語文法』(Pismenica serbskoga jezika po govoru naroda) 1814年
- 『セルビア語辞典』(Srpski rječnik) 1818年、1852年第2版

民俗学に関する著作
- 『スラヴ・セルビア民衆詩歌集』(Mala prostonarodna slaveno-serbska pjesnarica) 1814年
- 『セルビア民衆詩歌集』(Narodna srbska pjesnarica) 1815年
- 『セルビア民話』(Srpska narodna pripovijetke) 1821年
- 『セルビア民衆詩歌1-4』(Narodne srpske pjesme) 1823年、1833年
- 『セルビア俚諺集（りげんしゅう）』(Narodne srpske poslovice) 1836年
- 『セルビア常民の生活と習慣』(Život i običaj naroda srpskog) 1867年（没後刊行）

学術的年鑑文集
- 「ダニツァ」(Danica) 1826年 - 1829年、1834年

中世セルビアの聖者伝、口承文芸、地理などを掲載。